# Feuer (Noll)
Feuer ist ein 2010 im Verbrecher Verlag erschienener Roman von Chaim Noll.

## Handlung
Infolge der Zerstörung einer nicht näher benannten deutschen Großstadt durch ein Feuer ungeklärter Ursache befinden sich zahlreiche Überlebende auf der Flucht. Der Roman begleitet dabei eine Gruppe von ca. 15 Menschen auf einem tagelangen Fußmarsch durch einen Wald. In dieser Gruppe befinden sich Menschen unterschiedlicher religiöser, sozialer und nationaler Herkunft, so etwa ein Bischof, ein kirchenkritischer Priester, eine jüdische Geschäftsfrau, eine Italienerin mit ihrem Enkel, ein obdachloser Student, ein Staatssekretär a. D. und ein Polizeirat.
Während des Marsches kommt es zu zahlreichen Konflikten innerhalb der Gruppe, die teils verbal, teils unter Gewaltanwendung ausgetragen werden.  Dabei wird die Situation aus der Sicht der  verschiedenen Akteure betrachtet, es kommt immer wieder zu Reflexionen verschiedener Aspekte des gesellschaftlichen Zusammenlebens.
Durch Kontakte mit Kriminellen, die die Katastrophensituation auszunutzen versuchen, wird die Gruppe zeitweilig räumlich gespalten. Dabei erhält der Leser Einblicke in verschiedene Arten der Anpassung von Menschengruppen und Individuen an einen Zustand ohne Rechtsschutz und öffentliche Ordnung.
Bei Erreichen der Randzone des Katastrophengebietes, die Gruppe hat zu diesem Zeitpunkt bereits einige Mitglieder verloren, werden sie zusammen mit weiteren Überlebenden in ein Lager eingewiesen. Dort erfolgen psychologische Untersuchungen, die sich schnell als Teil einer Art Gehirnwäsche entpuppen, deren Ziel es ist, keine Informationen über die Katastrophe an die Außenwelt gelangen zu lassen. Sowohl staatliche Institutionen als auch Medien bewahren Stillschweigen über das Auslöschen einer ganzen Stadt. Die Mitglieder der Gruppe sind zunächst empört über dieses Ausmaß an Lügen, passen sich jedoch überwiegend mehr oder weniger schnell an die „Zeit danach“ an.
An verschiedenen Stellen des Romans werden Bibelstellen, insbesondere alttestamentliche, zitiert.

## Ausgaben
- Noll, Chaim: Feuer Verbrecher Verlag, 2010